# Мадагаскарска забулена сова
Мадагаскарската забулена сова (Tyto soumagnei) е вид птица от семейство Забулени сови (Tytonidae). Видът е световно застрашен, със статут Уязвим.

## Разпространение и местообитание
Разпространен е в Мадагаскар.